# Пасек, Ян Хризостом
Ян Хризостом Пасек (пол. Jan Chryzostom Pasek; ок. 1636— 1 августа 1701) — польский дворянин (шляхтич) и писатель-мемуарист.

## Биография
Родился в Мазовии в обедневшей дворянской семье герба Долива. Образование получил в иезуитском колледже, в 19 лет поступил на военную службу и оставался на ней 11 лет. Под командованием Стефана Чернецкого участвовал в боевых действиях против датчан, шведов и русских, был в составе дипломатической миссии в Москву, сражался также против повстанцев Любомирского и турок. 
В 1660 г. сражался под Ляховичами, затем участвовал в битве на реке Басе. 
В 1667 году женился и удалился в своё родовое имение на юге Польши (на территории современного Малопольского воеводства). Был известен многочисленными конфликтами и судебными тяжбами с соседями, которые пытались добиться его изгнания, но безуспешно.

## Творчество
Бывший не раз приставом у русских послов, приезжавших в Варшаву, Пасек обо всем виденном и слышанном им во время домашней, лагерной и политической жизни оставил написанные им в конце жизни (приблизительно в 1690—1695 годах) мемуары под заглавием «Pamiętniki», которые были обнаружены в конце XVIII века и впервые изданы в 1821 году, затем были переизданы в Познани в 1836; 10-е издание вышло в Санкт-Петербурге в 1860 году. Повествование заканчивается на времени правления короля Яна Собеского и описывает как мирную жизнь шляхты, так и военные походы. 
Книга состоит из двух частей: первая охватывает период с 1656 по 1666 год, вторая — с 1667 по 1688 год, когда автор поселился в своём имении недалеко от Кракова, поэтому посвящены описанию гражданской жизни, в том числе различных судебных процессов. В тексте мемуаров встречаются народные песни, анекдоты, панегирики, цитаты из речей и писем.
Данные мемуары представляют собой ценный источник по истории Польши того времени, особенно в плане исследования сарматизма, написаны простым повседневным языком (в том числе с использованием ненормативной лексики), в значительной степени беспристрастны (в частности, Пасек описывает жестокость и пренебрежение к церковному имуществу польских солдат во время войны в Дании), хотя и написаны с позиций шляхтича XVII века (в частности, Пасек одобряет крепостное право). Согласно оценке ЭСБЕ, «они чужды односторонности и искусственности, просто и отчётливо изображают нравы польского дворянства и дают много ярких характеристик тогдашних политических деятелей».